# Estadio Colima
Das Estadio Colima ist ein Fußballstadion in Colima, der Hauptstadt des gleichnamigen Bundesstaates in Mexiko. Es befindet sich in der Colonia Albarrada im Süden der Stadt.

## Geschichte
Das Eröffnungsspiel des in den frühen 1980er Jahren errichteten Stadions bestritt eine kombinierte Mannschaft der Tecos de la UAG und der Pumas de la UNAM gegen Atlético Madrid. Die Kombination dieser drei Vereine kam zustande, weil man gerne einen gebürtigen Colimenser dabei haben wollte, den man mit Rafael „El Macanas“ Luna fand, der seinerzeit bei den Tecos unter Vertrag stand. Die Beteiligung der beiden anderen Vereine ergab sich durch die Tatsache, dass der seinerzeitige mexikanische Superstar Hugo Sánchez, dessen Teilnahme ebenfalls gewünscht war, kurz zuvor von den Pumas zu Atlético Madrid in die spanische Primera División gewechselt war. Das Spiel endete 3:3.
Das Stadion diente seither als Heimspielstätte verschiedener Vereine der zweiten, dritten und vierten mexikanischen Liga. In der zweiten Liga waren für nur jeweils eine Saison der CD Colimense (1993/94) und die Huracanes de Colima (2004/05) vertreten. Der Zweitligist mit den meisten Spielzeiten waren die Jaguares de Colima und zuletzt wurde die Stadt von 2006 bis 2009 drei Jahre lang durch Pegaso Real de Colima in der Primera División 'A' vertreten.

## Erläuterungen
1. ↑  Der zitierte Artikel vom 29. Mai 2013 berichtet, dass das Stadion seit 31 Jahren besteht, womit rein rechnerisch 1982 gemeint sein könnte. Es wird aber auch berichtet, dass das Spiel kurz nach dem Wechsel von Hugo Sánchez zu Atlético Madrid stattfand, was im Sommer 1981 geschah.